# エイシスとガラテア
『エイシスとガラテア』（Acis and Galatea）HWV 49は、ゲオルク・フリードリヒ・ヘンデルが作曲した牧歌劇。オウィディウス『変身物語』の中の青年アーキスとニュンペーのガラテイアの物語にもとづく。
もともと私的に上演する仮面劇として1718年ごろに作曲されたが、その後さまざまな形式に編曲されている。現在では2幕ものの英語のオペラとして上演されることが多い。
ヘンデルのイタリア語オペラがその没後忘れ去られたのに対し、『エイシスとガラテア』はオラトリオ作品とともに生き残った。

## 仮面劇『エイシスとガラテア』
ヘンデルはシャンドス公爵の宮廷作曲家として仕えていた1718年に、1幕からなる英語の仮面劇『エイシスとガラテア』HWV 49aを作曲した。この劇はジョン・ゲイの台本にもとづく（ジョン・ドライデンによるオウィディウスの翻訳を利用しており、またアレキサンダー・ポープ、ジョン・ヒューズによる加筆を伴う）。
おそらくヘンデルは、シャンドス公爵の宮廷楽長であったヨハン・クリストフ・ペープシュの作品『ヴィーナスとアドニス』を知っており、その影響を受けている。
なお、ヘンデルは1708年にナポリで同じ題材にもとづくイタリア語のセレナータ『アチとガラテアとポリフェーモ』HWV 72を作曲しているが、『エイシスとガラテア』とはまったく音楽が異なる。

## 3幕版『エイシスとガラテア』
1718年版の『エイシスとガラテア』は私的に上演されただけであったが、ずっと後の1731年にジョン・リッチによって公開初演された。
翌1732年5月にはトマス・アーンらのイギリス・オペラによって、ヘンデルに無断で再演された。
この動きに対し、ヘンデルは大急ぎで3幕ものの新しい『エイシスとガラテア』HWV 49bを作成して対抗した。この作品はイタリア時代の『アチとガラテアとポリフェーモ』に仮面劇の『エイシスとガラテア』の曲を加え、いくつかのアリアを追加したもので、イタリア語と英語を混在させた作品であった。新しい『エイシスとガラテア』は1732年6月10日にヘイマーケット国王劇場で初演された。
『エイシスとガラテア』はその後もしばしば異なる編曲で上演された。1733年にオックスフォードで上演したときには、主要なイタリア人歌手をライバルの貴族オペラに引きぬかれていたため、カストラートに割りあてられていたエイシスとデイモンのうち、前者はカウンターテノールに変えられ、後者は除かれた。1739年には完全に英語の作品になった。
現在一般的に上演されるのは1739年版であり、1718年版をもとにして2幕ものに直している。
ヘンデルの生前、『エイシスとガラテア』は常に人気のある作品だった。没後も忘れられることはなく、1788年にはヴォルフガング・アマデウス・モーツァルトがヴァン・スヴィーテン男爵のコンサートのために編曲を行っている。

## 登場人物
もとの仮面劇の登場人物は4人であり、うちデイモンはストーリーと関係しない。
- エイシス（アーキス）：テノール - 羊飼いの若者。
- ガラテア（ガラテイア）：ソプラノ - ニンフ。
- ポリフィーマス（ポリュペーモス）：バス - キュクロープス。
- デイモン：テノール - 羊飼い。エイシスの友人。

版によってはコリドンという羊飼いが追加されている。1732年版にはコリドンはいないが、新たな登場人物が多数追加されている。

## あらすじ

### 第1幕
序曲についで羊飼いたちの合唱「おお野の喜びよ」(Oh, the pleasure of the plains) が歌われる。ガラテアとエイシスは互いに相手を求めるアリアを歌う。ふたりは相手を見つけ、喜びの二重唱「幸福な私たち」(Happy we) を歌う。

### 第2幕
対位法的で激しく曲調の変化する合唱曲「みじめな恋人たち」(Wretched lovers) の後、ポリフィーマスが現れてガラテアに愛を語るが、ガラテアは拒絶する。エイシス・ガラテア・ポリフィーマスの風変わりな三重唱(The flocks shall leave the mountains)の後、エイシスはポリフィーマスの投げた岩に潰されて殺される。嘆くガラテアと合唱のやりとりの後、ガラテアはアリア「心よ、ほのかな喜びよ」(Heart, the seat of soft delight) を歌い、エイシスを泉に変える。全員の合唱によって劇を終える。